# Automobile Cycle Car Company
Die Automobile Cycle Car Company war ein US-amerikanischer Hersteller von Automobilen.

## Unternehmensgeschichte
William Andrew de Schaum hatte bereits bei der Schaum Automobile & Motor Manufacturing Company, der C. Rossler Manufacturing Company, der De Schaum Motor Syndicate Company und der Suburban Motor Car Company Erfahrungen im Automobilbau gesammelt. Er gründete das Unternehmen im Dezember 1913. Der Sitz war in Detroit in Michigan. Im Juni 1914 begann die Produktion von Automobilen. Der Markenname lautete Tiger. Im Februar 1915 endete die Produktion, nachdem de Schaum gestorben war.

## Fahrzeuge
Angekündigt war ein einsitziges Cyclecar. Die Serienmodelle waren größer und erfüllten die Kriterien für Cyclecars nicht. Der Vierzylindermotor kam von Farmer und war wassergekühlt. Er hatte 69,85 mm Bohrung, 101,6 mm Hub, 1557 cm³ Hubraum und lag damit deutlich oberhalb des Hubraumlimits von 1100 cm³ für Cyclecars. Die Motorleistung wurde über ein Dreiganggetriebe und eine Kardanwelle an die Hinterachse übertragen. Das Fahrgestell hatte 229 cm Radstand und 122 cm Spurweite.
Model W war ein zweisitziger Roadster. Ein Viersitzer wurde Model A genannt. Daneben gab es mit dem Model D einen leichten Lieferwagen.